# يوما سوزوكي
يوما سوزوكي (باليابانية: 鈴木 優磨) (26 أبريل 1996 في تشوشي في اليابان – )؛ هو لاعب كرة قدم ياباني يلعب كمهاجم ضمن صفوف فريق كاشيما أنتلرز.

## حياته المهنية

### كاشيما أنتلرز
انضم سوزوكي إلى فريق كاشيما أنتلرز للشباب في سن السابعة عام 2003.
بعد تسجيله هدفين وقيادة كاشيما أنتلرز إلى لقبه الأول على الإطلاق في دوري أبطال آسيا في عام 2018، حصل سوزوكي على لقب أفضل لاعب في المسابقة.
تم اختياره كأحد المرشحين لجائزة أفضل لاعب في آسيا لعام 2018.

## وصلات خارجية
- يوما سوزوكي على موقع الاتحاد الدولي (مؤرشف)  (الإنجليزية)
- يوما سوزوكي على موقع رابطة كرة القدم اليابانية للمحترفين (اليابانية)
- يوما سوزوكي على موقع إي إس بي إن إف سي (الإنجليزية)
- يوما سوزوكي على موقع قاعدة بيانات كرة القدم.إي يو (الإنجليزية)
- يوما سوزوكي على موقع Soccerbase.com (لاعب) (الإنجليزية)
- يوما سوزوكي على موقع Soccerway.com (الإنجليزية)
- يوما سوزوكي على موقع عالم كرة القدم.نت (الإنجليزية)
- يوما سوزوكي على موقع كووورة
- يوما سوزوكي على موقع AS.com (الإسبانية)